# Colonne di San Lorenzo
Le colonne di San Lorenzo sono un'antica costruzione di epoca tardo romana di Milano situate di fronte alla basilica omonima in prossimità della porta Ticinese medievale. Esse rappresentano uno dei rari reperti superstiti della Milano imperiale.

## Storia

Le Colonne prima delle demolizioni degli edifici circostanti, che avvennero nel 1935.

Si tratta di sedici colonne, alte circa 7 metri e mezzo, in marmo di Musso, con capitelli corinzi che sostengono la trabeazione. Si aggiunge una piccola colonnina collocata sulla sommità dell'arco che si trova al centro e che regge una croce. Le colonne provengono da edifici romani risalenti al II o III secolo, probabilmente un tempio pagano sito nell'area dell'attuale piazza Santa Maria Beltrade. 
Le colonne vennero trasportate nella posizione attuale a completare l'erigenda basilica di San Lorenzo. I capitelli provengono invece da due edifici differenti; sono infatti diversi per stile e dimensioni. Ai capitelli più bassi è stato aggiunto uno spessore in laterizio per livellarli con gli altri. L'assemblaggio che si vede oggi fu realizzato in epoca medioevale, fra l'XI e il XII secolo, a cui risalgono le parti in laterizio che completano l'architrave, con l'arco sormontato dalla croce al centro del colonnato. Appoggiati alla basilica vi sono altri corpi, tra cui notevole è la cappella di sant'Aquilino con mosaici di età romana.
Fino al 1935, nell'attuale piazzale che sorge fra le Colonne e la Basilica di San Lorenzo sorgeva un intero isolato formato da vecchi edifici popolari; tale complesso venne abbattuto per dare, coerentemente coi principi e gli indirizzi urbanistici del tempo, maggiore respiro e monumentalità alla basilica. Il nuovo piazzale venne successivamente occupato dai binari del tram, che negli anni novanta venne spostato al di là delle Colonne, su binari compenetranti. Del 1937 è la statua bronzea di Costantino Imperatore, legato a Milano per la promulgazione del famoso editto dell'anno 313, copia moderna di un originale tardoantico conservato a Roma.
Le Colonne tutt'oggi rivestono un particolare significato affettivo per i milanesi, testimoniando visibilmente la storia dell'antica Mediolanum, sopravvissuta alla furia distruttrice dei Goti, del Barbarossa e dei bombardamenti della seconda guerra mondiale.

## Galleria d'immagini

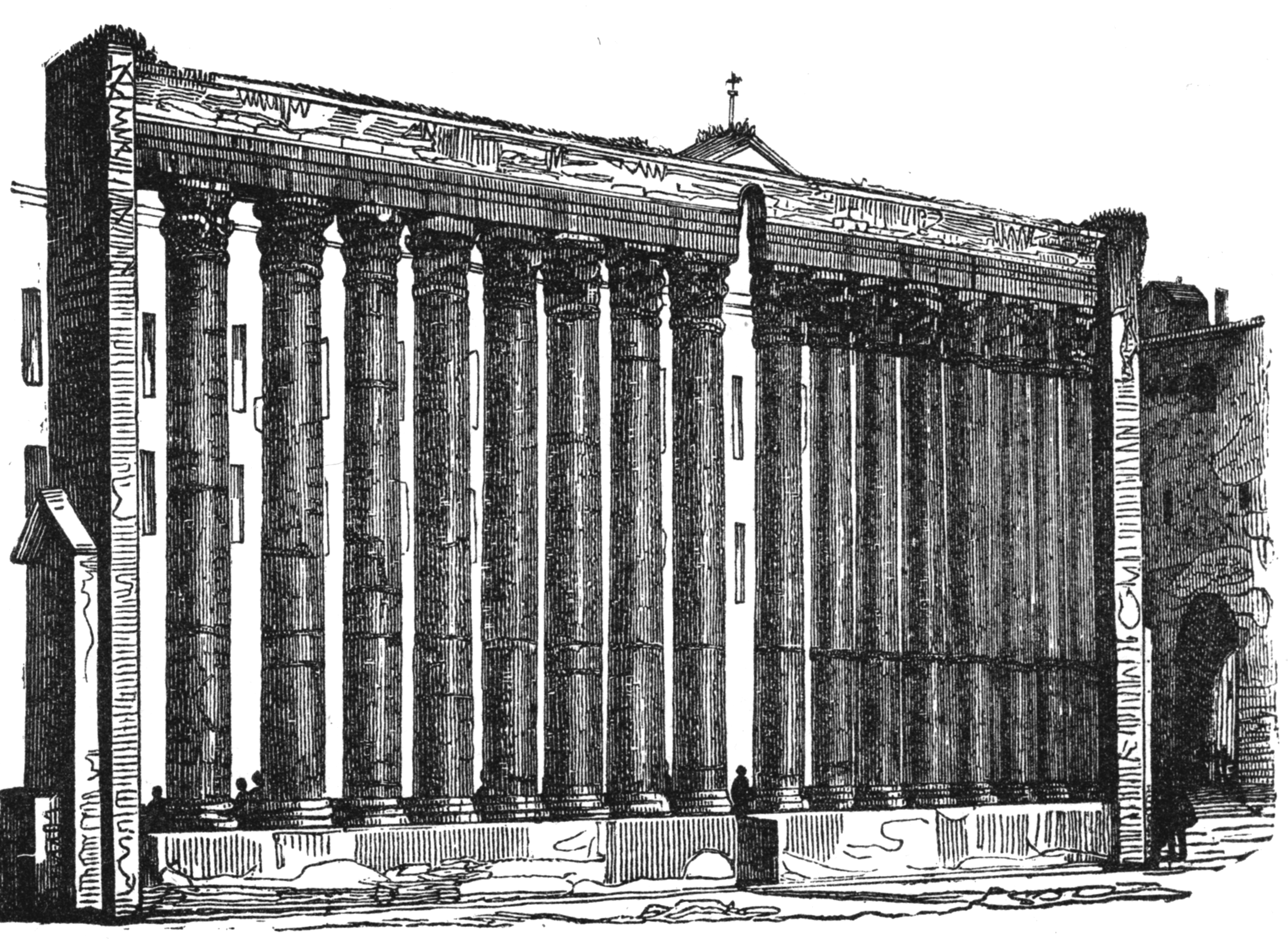
Stampa del 1858
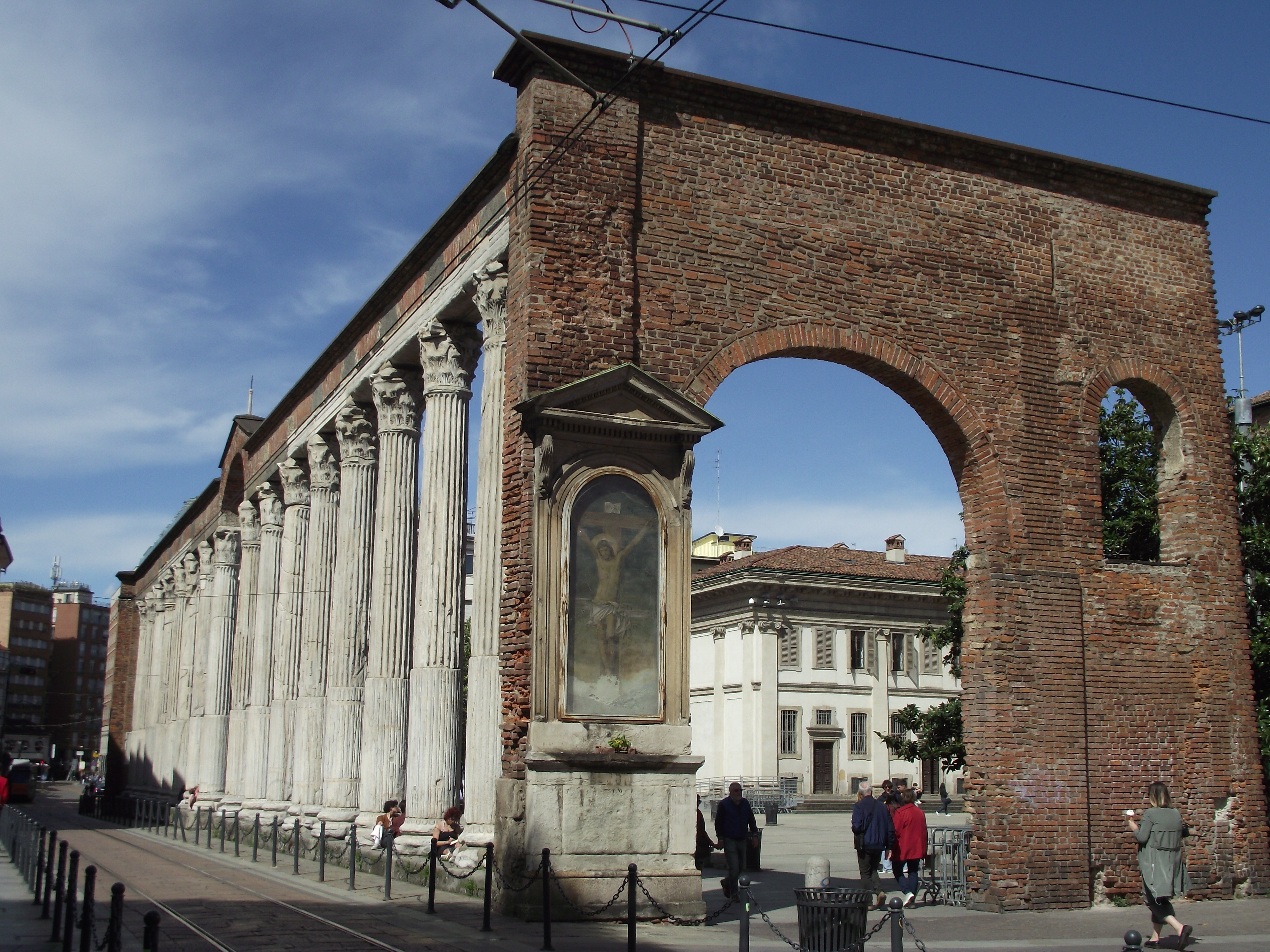
Il colonnato
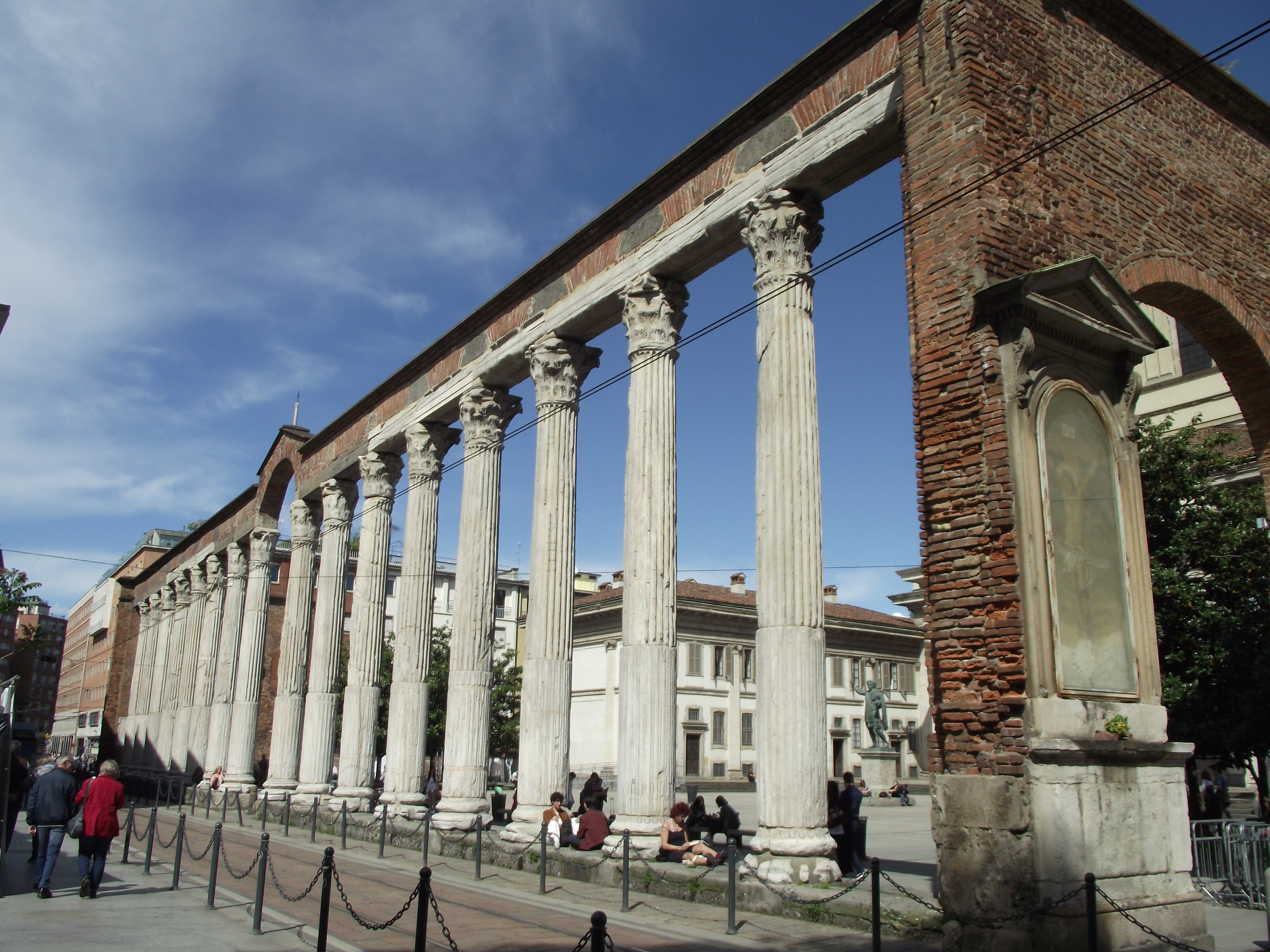
Le Colonne
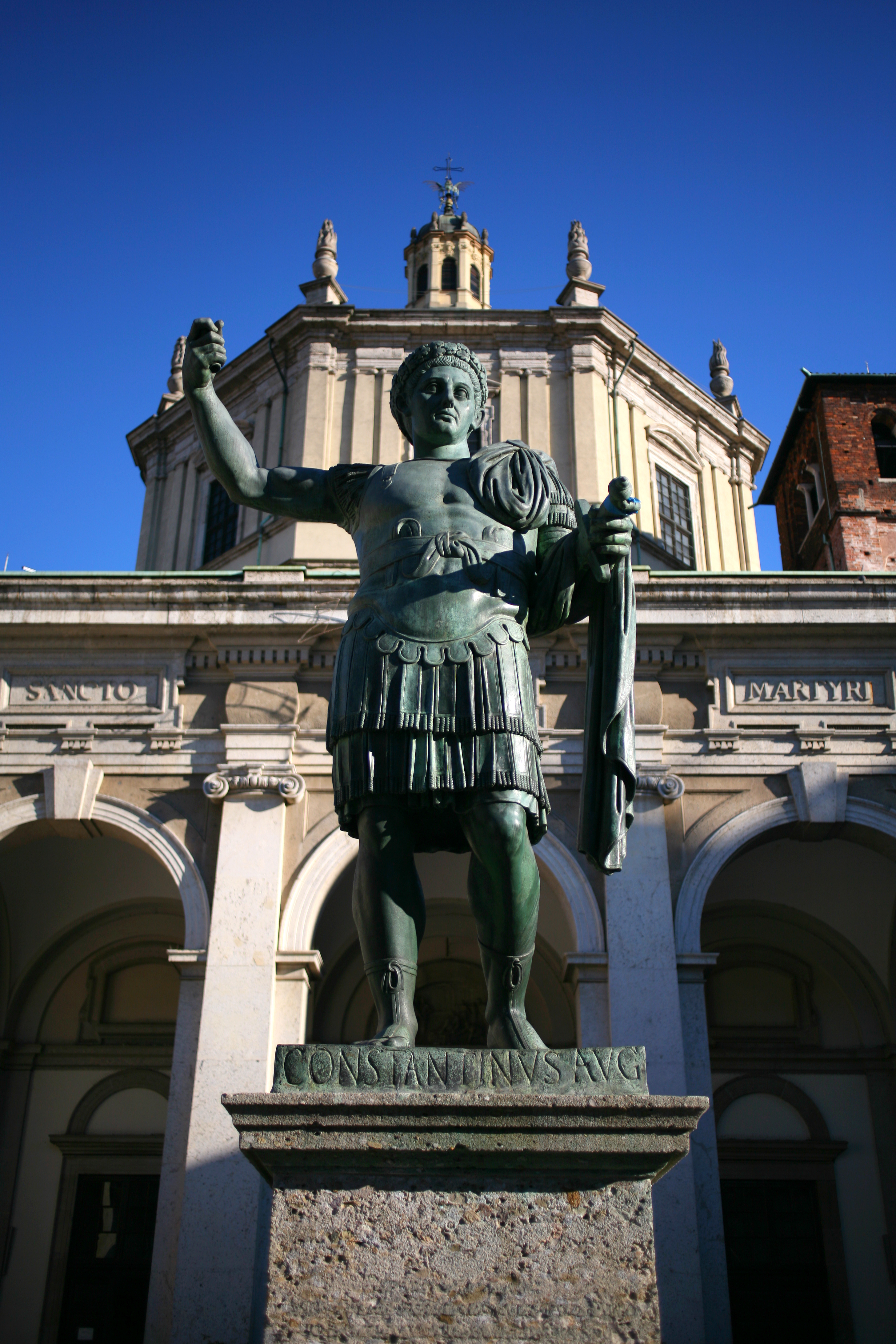
La statua di Costantino
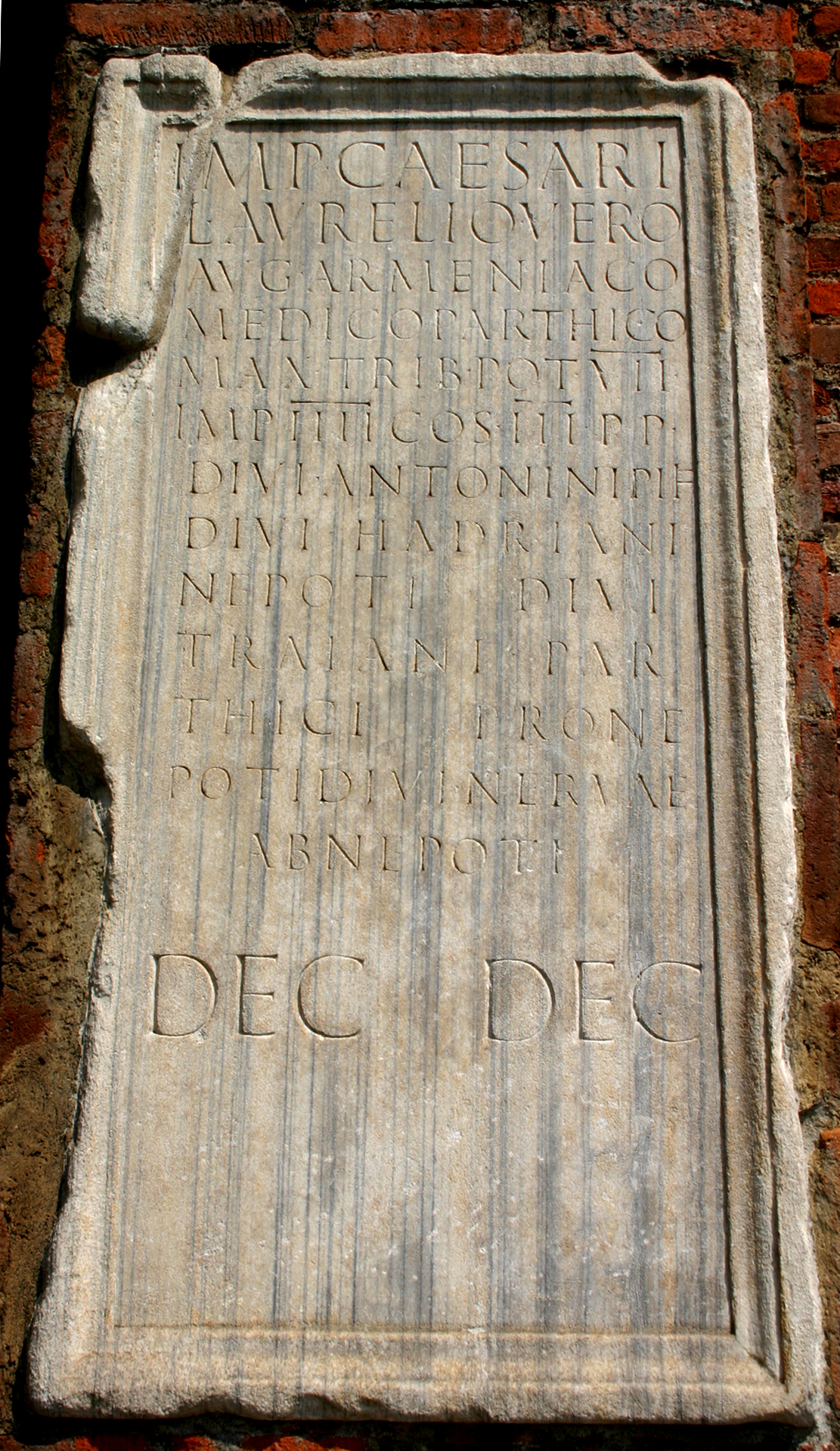
Lapide di Lucio Vero (167) murata sulle Colonne di San Lorenzo.
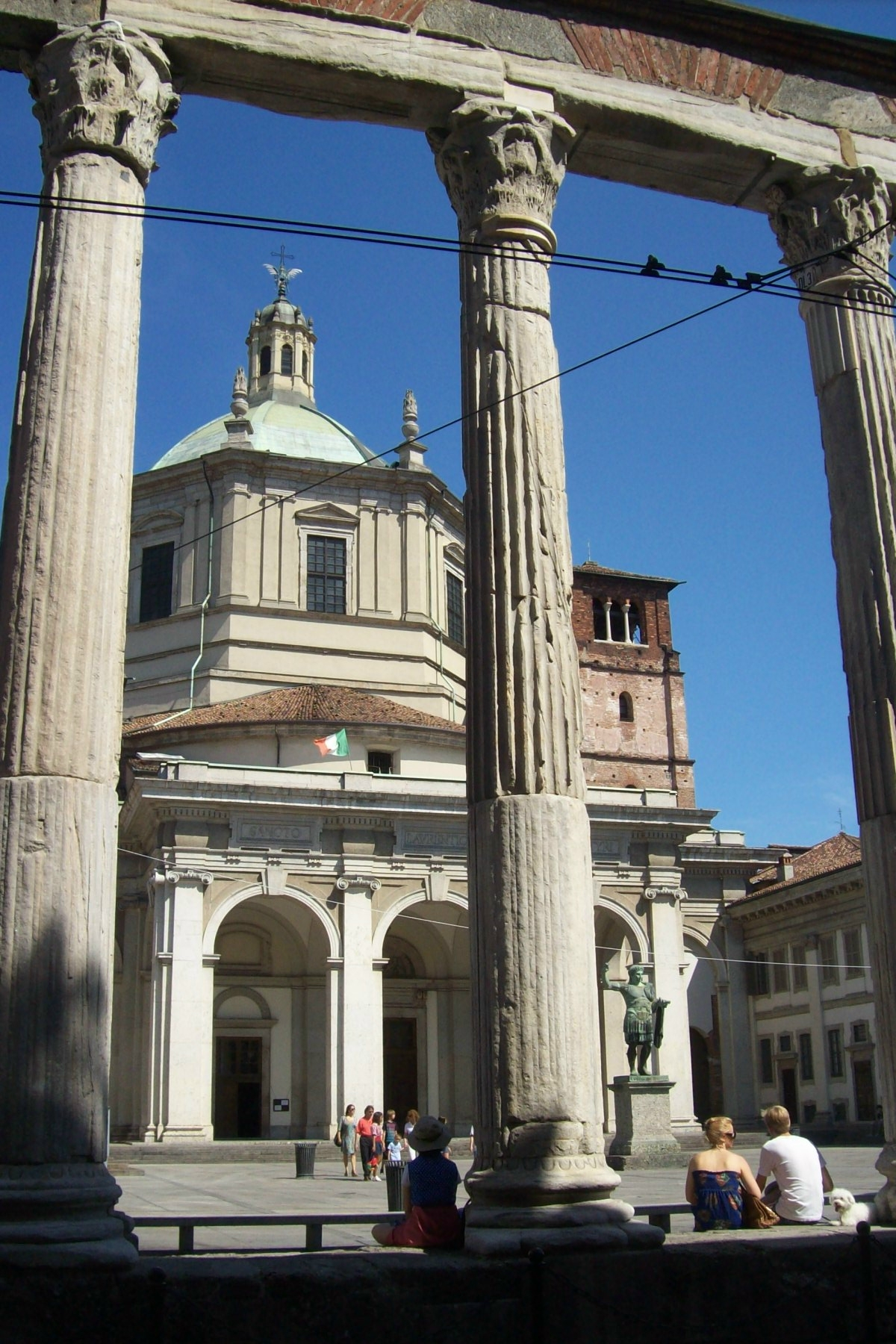
Le colonne e la Basilica di San Lorenzo